# Vallières-les-Grandes
 Vallières-les-Grandes  es una población y comuna francesa, en la región de Centro, departamento de Loir y Cher, en el distrito de Blois y cantón de Montrichard.

## Demografía
| 754 | 688 | 621 | 553 | 493 | 610 |
| Para los censos de 1962 a 1999 la población legal corresponde a la población sin duplicidades (Fuente: INSEE [Consultar]) |     |     |     |     |     |